# 1997 SMAP LIVE ス
1997 SMAP LIVE ス（1997 スマップ ライブ ス）は、1997年12月17日に発売されたSMAPのツアーDVD・VHS,LDである。

## 概要
1997年の7月15日から9月15日に行われたSMAPによる「SMAP 1997 "ス" 〜スばらしい！ステキな！スゴイぞ！スーパースペシャルコンサート〜」が収められている。

## 特典
VHS,LDの初回限定版のみ
オリジナル・キーチェーンが付属していた。

## 収録
下記はDVD,VHS 初回限定版での構成。VHS(通常版)の場合、「Rehearsal #1」・ 「Rehearsal #2」　「☆BONUS TRACK #1」・「☆BONUS TRACK #2」・「MC」・「EXTRA BONUS!!」
LD(通常盤)の場合は「☆BONUS TRACK #1」・「☆BONUS TRACK #2」・「MC」が収録されていない。

### DISC.1
1. OVERTURE
2. SHAKE *
3. 俺たちに明日はある
4. セロリ
5. どんないいこと
6. ココニイルコト - 木村拓哉・香取慎吾
7. Relax
8. シャンプー3つ
9. Theme of 011 "ス"
10. Got To Be Real
11. それが痛みでも - 草彅剛・香取慎吾[注 1]
12. Best Of My Love
13. しようよ
14. Everything is Cool
15. Peace![注 2]
16. Rehearsal #1
17. それはただの気分さ - 稲垣吾郎
18. 俺様クレイジーマン - 香取慎吾
19. A Day in the Life
20. Scarface Groove[注 3]
21. バタフライ
22. ダイナマイト
23. 愛がないと疲れる - 草彅剛[注 4]
24. Rehearsal #2 (BGM:ダイナマイト)
25. 君色思い
26. がんばりましょう
27. はだかの王様 〜シブトク つよく〜
28. それじゃまた
29. ☆BONUS TRACK #1 (BGM:セロリ)
30. ☆BONUS TRACK #2 (BGM:はだかの王様 〜シブトクつよく〜)

### DISC.2
1. みんな1人じゃないのだ!? - 中居正広
2. 弱い僕だから - 木村拓哉
3. まったくもう
4. $10[注 5]
5. オリジナル スマイル
6. MC
7. 青いイナズマ *
8. KANSHAして
9. 君と僕の6ヶ月[注 6]
10. ☆BONUS TRACK #1 (BGM:SHAKE)
11. ☆BONUS TRACK #2 (BGM:港のヨーコ・ヨコハマ・ヨコスカ)

### VHS (初回限定版のみ)
1. ⭐︎EXTRA BONUS‼︎ (16min.)

＊ マルチトラック(DVDのみ)

## 収録時間
- Total: 123min.(DVD,VHS 初回限定版) 107min.(VHS 通常版)

## コンサートツアー
- コンサートツアー『SMAP 1997 "ス" 〜スばらしい! ステキな! スゴイぞ! スーパースペシャルコンサート〜』について記述。

|        | 開催日時 | 開演時間 | 会場                       |
| 1997年 | 1997年   | 1997年   | 1997年                     |
| ------ | -------- | -------- | -------------------------- |
| 1      | 7月19日  | 14:30    | 山形市総合スポーツセンター |
| 1      | 7月19日  | 18:30    | 山形市総合スポーツセンター |
| 1      | 7月20日  | 12:00    | 山形市総合スポーツセンター |
| 1      | 7月20日  | 16:00    | 山形市総合スポーツセンター |
| 2      | 7月26日  | 14:00    | 石川県産業展示館4号館      |
| 2      | 7月26日  | 18:00    | 石川県産業展示館4号館      |
| 2      | 7月27日  | 12:00    | 石川県産業展示館4号館      |
| 2      | 7月27日  | 16:00    | 石川県産業展示館4号館      |
| 3      | 8月2日   | 14:30    | 長野エムウェーブ           |
| 3      | 8月2日   | 18:30    | 長野エムウェーブ           |
| 3      | 8月3日   | 12:00    | 長野エムウェーブ           |
| 3      | 8月3日   | 16:00    | 長野エムウェーブ           |
| 4      | 8月9日   | 18:00    | 真駒内オープンスタジアム   |
| 4      | 8月10日  | 18:00    | 真駒内オープンスタジアム   |
| 5      | 8月20日  | 12:00    | 大阪ドーム                 |
| 5      | 8月20日  | 18:30    | 大阪ドーム                 |
| 6      | 8月24日  | 12:00    | 福岡ドーム                 |
| 6      | 8月24日  | 18:00    | 福岡ドーム                 |
| 7      | 8月30日  | 14:30    | 広島グリーンアリーナ       |
| 7      | 8月30日  | 18:30    | 広島グリーンアリーナ       |
| 7      | 8月31日  | 12:00    | 広島グリーンアリーナ       |
| 7      | 8月31日  | 16:00    | 広島グリーンアリーナ       |
| 8      | 9月9日   | 18:30    | ナゴヤドーム               |
| 9      | 9月13日  | 18:30    | 横浜スタジアム             |
| 9      | 9月14日  | 18:30    | 横浜スタジアム             |
| 9      | 9月15日  | 18:30    | 横浜スタジアム             |